# Association d'éducation de Luisenstadt
L'Association d'éducation de Luisenstadt est fondée le 29 mai 1991. L'objectif principal de l' association est d'étudier et de diffuser l'histoire de Berlin et du Brandebourg. L'association est dissoute le 31 décembre 2014.

## Histoire
Le fondateur et directeur général de l'association d'histoire sociale et culturelle est le philosophe et historien Hans-Jürgen Mende, l'un des cofondateurs étant l'historien Kurt Wernicke. Le nom de Luisenstadt doit exprimer le fait que l'association se sent liée aux Lumières berlinoises et, à partir de là, fait siens les principes de tolérance : la Luisenstadt de Berlin était autrefois façonnée par les Allemands, les Huguenots et les Bohémiens. Après la chute du Mur, l'association œuvre pour soutenir et promouvoir la coexistence et le rapprochement des Allemands à l'Est et à l'Ouest.
L'association organise des conférences et des visites guidées, met en place un service d'information historique, gère une base de données sur l'histoire de Berlin, créé une bibliothèque sur Berlin et publie la revue mensuelle Berlinische Monatsschrift d'avril 1992 à juin 2001. L'association finance ses collaborateurs par le biais de projets de subventions publiques ; dans les années 1990, elle compte jusqu'à plusieurs centaines de collaborateurs. En 2008, l'encyclopédie en ligne comprend un répertoire de noms de rues avec 14 000 entrées, des lexiques d'arrondissement complets pour Mitte, Friedrichshain-Kreuzberg et Charlottenbourg-Wilmersdorf, ainsi qu'une chronique berlinoise avec 27 000 lemmes et portraits de 183 maires depuis le Moyen Âge.
Juste avant Noël 2008, le comité directeur de l'association retirz l'ensemble de son site Internet du serveur. Seule la page principale est restée active, la mesure étant justifiée par l'absence de soutien financier de la part du Sénat de Berlin Depuis 2007, l'association ne recevait plus de subventions du Sénat et de l'Office fédéral du travail pour les « mesures ABM ». Début 2009, Mende demande au maire de l'époque Wowereit un soutien financier pour diverses publications historiques de la ville. En 2006, environ 40 000 à 50 000 photos de Berlin ont été numérisées, mais les images n'ont pas pu être téléchargées en raison d'un manque de fonds.
À la mi-juillet 2009, les bases de données du serveur sont réactivées pour le réseau grâce à un accord avec kaupert media gmbh (de). La kaupert media gmbh reprend la base de données complète de l'ancien site Web de l'association d'éducation de Luisenstadt et travaille sur un site Web commun à l'adresse berlin.kauperts.de.
En 2014, l'assemblée générale décide de dissoudre l'association à la fin de l'année. La Société pour l'histoire de Berlin (de) reprend les fonds de la vaste bibliothèque dans sa bibliothèque.

## Travaux
Une sélection d'ouvrages publiés et édités par Edition Luisenstadt :
- Hainer Weißpflug, Kathrin Chod, Herbert Schwenk: Berliner Bezirkslexikon. Hrsg.: Hans-Jürgen Mende, Kurt Wernicke. Luisenstädtischer Bildungsverein, Haude und Spener, Berlin (Edition Luisenstadt; Charlottenburg-Wilmersdorf [2005]  (ISBN 3-7759-0479-4), Friedrichshain-Kreuzberg [2002]  (ISBN 3-8954-2122-7), Mitte [2003]  (ISBN 3-8954-2111-1)).
- Hans-Jürgen Mende, Lexikon – Alle Berliner Straßen und Plätze – Von der Gründung bis zur Gegenwart, Berlin, Neues Leben, 1998 (ISBN 3-355-01491-5)
- Kurt Wernicke, Ein Jahrtausend deutscher Geschichte im europäischen Kontext. Ein Überblick, Berlin, Trafo, 2007 (ISBN 978-3-89626-585-2)